# Лужецкая (Брянская область)
Лужецкая — деревня в Карачевском районе Брянской области, административный центр Ревенского сельского поселения.

## География
Находится в восточной части Брянской области на расстоянии приблизительно 16 км по прямой на юго-запад от районного центра города Карачев.

## История
Известна с середины XIX века. В 1964 к деревне было присоединено село Покров. В 1866 году здесь (деревня Карачевского уезда Орловской губернии) было учтено 11 дворов.

## Население
Численность населения: 44 человека (1866 год), 310 человек в 2002 году (русские 93 %), 356 в 2010.